# ルドルフ・レッシュ
ルドルフ・レッシュ(ドイツ語: Rudolf Resch、1914年4月7日 - 1943年7月11日)は、ドイツの軍人。最終階級は空軍少佐。第二次世界大戦では総撃墜数93機(すべて独ソ戦でのこと)を記録したエース・パイロットであり、その戦功から騎士鉄十字章を受章した。

## 経歴
第二次世界大戦では第52戦闘航空団第6飛行中隊や第51戦闘航空団第IV飛行隊などに所属し、バルバロッサ作戦、コーカサスの戦いなどで前述のような戦果を上げたが、1943年7月11日、クルスクの戦いの最中に撃墜され死亡した。
第二次世界大戦勃発前のスペイン内戦では、ドイツからスペイン・ナショナリスト派へ派遣されたコンドル軍団第88戦闘飛行隊に所属し、1機撃墜を果たしている。

## 叙勲
- スペイン十字章
- パイロット章
- 空軍前線飛行章
- 鉄十字章
  - 二級鉄十字勲章1939年章
  - 一級鉄十字勲章1939年章
- 空軍名誉杯 (1941年12月20日)[1]
- ドイツ十字章
  - ドイツ十字章金章 (1942年7月27日)[2]
- 騎士鉄十字章
  - 騎士鉄十字章 (1942年9月6日)[3]